# Lebegés (hangtan)

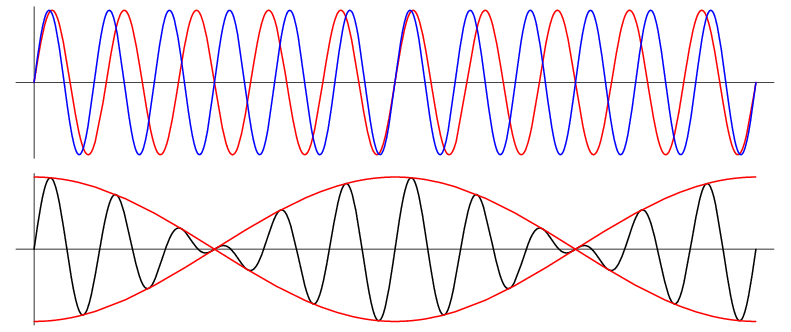
Felül két közeli frekvenciájú rezgés, alul az eredményként kapott különbségi rezgés

Két közeli frekvenciájú hang együttes megszólaltatásakor egy periodikusan ingadozó erősségű hangot hallunk. Ezt a jelenséget lebegésnek nevezzük. A lebegés frekvenciája megegyezik a megszólaltatott hangok frekvenciáinak különbségével. Ez belátható a következő trigonometriai összefüggés alapján:
{\displaystyle \cos {2\pi f_{1}t}+\cos {2\pi f_{2}t}=2\cos \left(2\pi {\frac {f_{1}+f_{2}}{2}}t\right)\cos \left(2\pi {\frac {f_{1}-f_{2}}{2}}t\right)}, tehát az {\displaystyle f_{1}} és {\displaystyle f_{2}} frekvenciájú rezgések összetételekor olyan eredő rezgést kapunk, aminek a frekvenciája {\displaystyle f_{1}} és {\displaystyle f_{2}} számtani közepe, és amit egy {\displaystyle |f_{1}-f_{2}|/2} rezgésszámú szinuszhullám modulál.
Távíró jelek vételénél a helyi oszcillátorral állítjuk elő a kívánt hangmagasságot, a beat-frekvenciát.